# Castell de Cristall
El Castell de Cristall fou un castell medieval situat al sud-oest del terme comunal rossellonès de la Bastida, a la Catalunya del Nord.
Estava situat al sud-oest del terme, a les Cingleres de Cristall, al sud del Coll de Palomera i en el contrafort nord-est del Puig del Trucador.

## Història
Castell possiblement molt antic, és esmentat el 1194 (castellum de Cristall), i encara als segles XV i XVI com a Torre de Cristall.